# Briqueterie des Chauffetières
La briqueterie des Chauffetières est une briqueterie industrielle située à L'Hôme-Chamondot en France.

## Localisation
Les bâtiments sont situés dans le département français de l'Orne sur le territoire de la commune de L'Hôme-Chamondot, à 3 km au nord de son bourg et à 1,4 km au nord-est de l'église Sainte-Madeleine et du château de La Ventrouze. 

## Architecture
Les deux pièces de séchage et le four subsistant sont inscrits au titre des monuments historiques par arrêté du 9 juin 1995.